# Mohan Agashe
Mohan Agashe (ur. 1947) – aktor bollywoodzki, jednocześnie pracujący jako psychiatra. Mieszka w Pune. Jest tam dyrektorem The Film and Television Institute of India i The Maharashtra Institute of Mental Health. Uznaniem cieszy się zarówno jego praca z chorymi psychicznie, jak i gra aktorska.

## Filmografia
1. Valu (2008)
2. Shevri (2006)
3. Rang De Basanti (2006) – Minister Obrony
4. 1st Bite (2006) – Guru
5. Apaharan (2005) – profesor Raghuvansh Shastri
6. James (2005) – oficer policji Vijay Singh Rawat
7. Kay Dyache Bola (2005)
8. Asambhav (2004) – president Indii, Veer Pratap Singh
9. Ab Tak Chhappan (2004) – były komisarz Pradhan
10. Devrai (2004) – psycholog
11. Paap (2003) (jako Dr. Mohan Agashe) – ojciec Kayi
12. Gangaajal (2003) – DIG Verma
13. Dance Like a Man (2003) – Amritlal Parekh
14. Agni Varsha (2002) – Raibhya
15. A Pocket Full of Dreams (2001) – Om
16. Aks (2001) – premier
17. Gaja Gamini (2000) (jako Dr. Mohan Agashe) – Kalidasa
18. Hu Tu Tu (1999) (jako Dr. Mohan Agashe) – Sawantrao Gadre
19. Seducing Maarya (1999) (jako Dr. Mohan Agashe) – Vijay Chatterjee
20. Train to Pakistan (1998) – brytyjski urzędnik
21. "Bombay Blue" (1998) (mini) TV serial
22. Zor (1997) (as Dr. Mohan Agashe) – Sawmi Satyavadhi
23. The Death Sentence: Mrityu Dand (1997) – Abhay Singh
24. Gudia (1997) – Braganza
25. Vrindavan Film Studios (1996) – Hiralal
26. Angrakshak (1995) – Khare
27. Mohini (1995) (TV) (jako Dr. Mohan Agashe) – Anand
28. Target (1995) – Vindhyachal Singh
29. Trimurti (1995) – Khokha Singh
30. Patang (1994)
31. Dil Aashna Hai (...The Heart Knows) (1992) (as Dr. Mohan Agashe) – Prem ("alfons")
32. Mississippi Masala (1991) – Kanti Napkin
33. Bye Bye Blues (1989) (as Dr. Mohanagashe) – Rug Merchant
34. Rihaee (1988) – Roopji
35. The Perfect Murder (1988) – A.C.P. Samant
36. Maha Yatra (1987) – Ved Maharaj
37. Susman (1987) – President of Handloom Cooperative Society
38. Kala Dhanda Goray Log (1986) (jako Dr. Mohan Agase) – Custom Office Sudarshan Kumar
39. Mashaal (1984) – Keshav
40. Paar (1984) – Hari Singh
41. Gandhi (film) (1982) – przyjaciel Tyeba Mohammeda
42. Sadgati (1981) (TV) – bramin
43. The Sea Wolves (1980) – Brothel Keeper
44. Aakrosh (1980) – Bhonsle
45. Bhumika: The Role (1977)
46. Jait Re Jait (1977)
47. Ghashiram Kotwal (1976) – Nanasaheb
48. Nishaant (1975) – Prasad (brat Zamindara)
49. Samna (1974) – Maruti Kamble